# Vieux russe
Ne doit pas être confondu avec ruthène.
Le vieux russe ou vieux slave oriental ou slave oriental commun est la langue slave orientale qui était utilisée dans la Rus' du VIe siècle au XIIIe – XIVe siècle et a donné naissance aux variétés modernes du biélorusse, du russe, du rusyn et de l'ukrainien.

## Terminologie

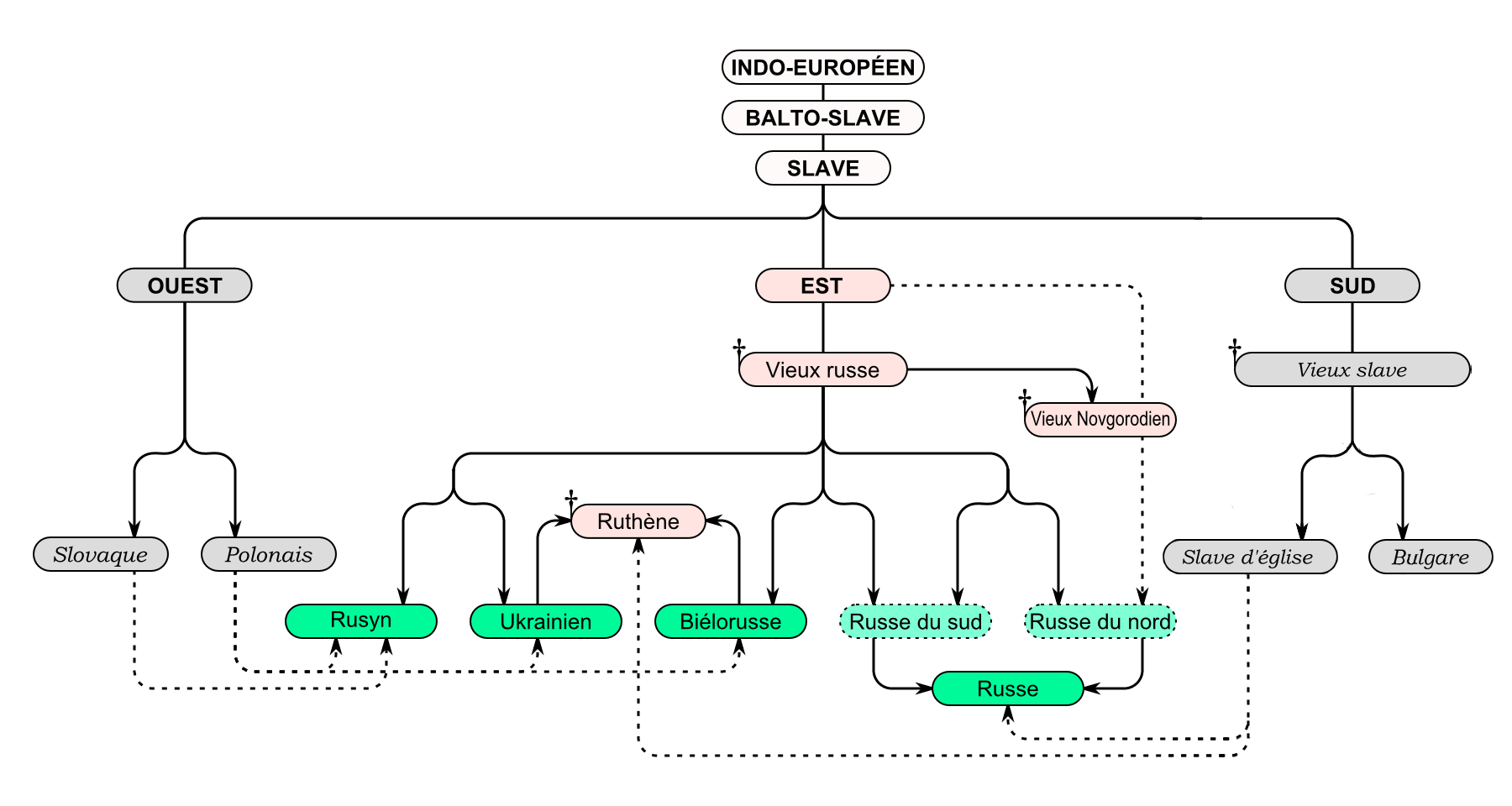
Schéma des relations entre des langues slaves orientales et les autres langues slaves.

Si le terme « vieux russe » est largement utilisé dans la slavistique française, il est une tendance de remplacer dans quelques langues par un doublet exprimant l'idée de « vieux slave oriental » (ainsi en anglais : Old Russian/Old East Slavic ou en allemand Altrussisch/Altostslawische Sprache).
L'ambiguïté vient de la polysémie du mot russe русский, qui peut signifier quelque chose de la Russe moderne ou de la Russie ancienne. La langue se désigna elle-même « рѹсьскъ ꙗꙁꙑкъ » ; elle s'appelle старажытнаруская мова en biélorusse, древнерусский язык en russe et давньоруська мова en ukrainien.

## Généralités
La langue vieux-russe est une descendante de la langue proto-slave dont elle a conservé de nombreuses caractéristiques. Une innovation frappante dans l'évolution de cette langue a été le développement de la polnoglasie (« vocalisation complète »), qui a permis de différencier le slave oriental nouvellement évolué des autres dialectes slaves. Par exemple, le slave commun *gordъ (établissement, ville) devient gorodъ, le slave commun *melko (lait) donne moloko, et le slave commun *korva (vache) devient korova.
Comme les traces écrites de la langue sont rares, il est difficile d'évaluer le niveau de son unité. La première trace écrite en vieux-russe retrouvée à ce jour date de la moitié du dixième siècle sur une kortchaga (sorte de poterie) exhumée en 1949 dans un kourgane lors de fouilles archéologiques à Gnyozdovo en Russie,.
Compte tenu du nombre de tribus et de clans qui constituaient la Rus' de Kiev, il est probable qu'il existait de nombreux dialectes du vieux russe (vieux slavon oriental). Par conséquent, nous ne pouvons aujourd'hui parler de manière définitive que des langues des manuscrits conservés, qui, selon certaines interprétations, montrent une divergence régionale dès le début des archives historiques. Vers 1150, elles présentaient les variations régionales les plus faibles parmi les quatre macrodialectes du slave commun qui se sont formés du IXe au XIe siècle.
Avec le temps, le vieux russe a évolué vers plusieurs formes plus diversifiées, précurseurs des langues modernes biélorusse, russe, rusyn et ukrainien. Les langues régionales ont divergé à partir du XIIe ou XIIIe siècles. Ainsi, différentes variantes de la langue russe se sont développées dans les régions de Novgorod, de Moscou, de la Russie du Sud et entre-temps, la langue ukrainienne s'est également formée. Chacune de ces langues conserve une grande partie de la grammaire et du vocabulaire du vieux-russe. La langue russe en particulier emprunte une grande partie de son vocabulaire au slavon d'église.
Cependant, les conclusions du linguiste russe Andreï Zalizniak suggèrent qu'au XIe siècle, la langue russe de Novgorod différait de la langue de Kiev ainsi que de toutes les autres langues slaves beaucoup plus que dans les siècles suivants, ce qui signifie qu'il n'y avait pas de langue slave orientale commune de la Rus' de Kiev à partir de laquelle les langues ukrainienne, russe et biélorusse ont divergé, mais que la langue russe s'est développée comme une convergence de la langue de Novgorod et d'autres dialectes russes. De même, le linguiste russe Sergueï Nikolaïev, analysant le développement historique du système d'accentuation des dialectes slaves, a conclu qu'un certain nombre d'autres tribus de la Russie kiévienne provenaient de différentes branches slaves et parlaient des dialectes slaves éloignés.
Un autre linguiste russe, G. A. Khabourgaïev, ainsi qu'un certain nombre de linguistes ukrainiens (Stepan Smal-Stotsky, Ivan Ohienko, George Chevelov, Yevhen Tymchenko, Vsevolod Hantsov, Olena Kurylo) rejettent l'existence d'une vieille langue slave orientale commune à un moment donné du passé. Selon eux, les dialectes des tribus slaves orientales ont évolué progressivement à partir de la langue protoslave commune, sans aucune étape.
Lorsque, après la fin du « joug tatar », le territoire de l'ancienne Rus' de Kiev a été divisé entre le grand-duché de Lituanie et la grande-principauté de Moscou, deux traditions littéraires distinctes ont émergées dans ces États, le ruthène à l'ouest et le russe médiéval à l'est.

## Graphie
Le vieux russe utilise l'alphabet cyrillique, mais quelques inscriptions relevées utilisent encore l'alphabet glagolitique.
| Lettre   | Graphie | Valeur numérique | Alphabet phonétique | Nom de la lettre |
| -------- | ------- | ---------------- | ------------------- | ---------------- |
| А а      |         | 1                | /a/                 | а́зъ              |
| Б б      |         |                  | /b/ ou /bʲ/         | бу́кы             |
| В в      |         | 2                | /w/ ou /v/          | вѣ́дѣ             |
| Г г      |         | 3                | /g/ ou /ɣ/          | глаго́ли          |
| Д д      |         | 4                | /d/ ou /dʲ/         | добро́            |
| Е е, Є є |         | 5                | /ɛ/ ou /jɛ/         | ѥ́сть             |
| Ж ж      |         |                  | /ʒ/                 | живѣ́те           |
| Ѕ ѕ      |         | 6                | /zʲ/ ou /ʣʲ/        | зѣ́ло             |
| Ꙁ ꙁ, З з |         | 7                | /z/ et /zʲ/         | землꙗ́            |
| И и      |         | 8                | /i/ ou /jɪ̆/         | и́же              |
| І і, Ї ї |         | 10               | /i/                 | и                |
| К к      |         | 20               | /k/                 | ка́ко             |
| Л л      |         | 30               | /lˠ/ et /lʲ/        | лю́диѥ            |
| М м      |         | 40               | /m/ et /mʲ/         | мы́слите          |
| Н н      |         | 50               | /n/ et /nʲ/         | на́шь             |
| О о      |         | 70               | /o/ ou /ɔ/          | о́нъ              |
| П п      |         | 80               | /p/ ou /pʲ/         | поко́и            |
| Р р      |         | 100              | /r/ ou /rʲ/         | рьци́             |
| С с      |         | 200              | /s/ ou /sʲ/         | сло́во            |
| Т т      |         | 300              | /t/ ou /tʲ/         | твь́рдо           |
| Ѹ ѹ, Ꙋ ꙋ |         | (400)            | /u/                 | оу́къ             |
| Ф ф      |         | 500              | /p/ ou /f/          | фь́ртъ            |
| Х х      |         | 600              | /x/                 | хѣ́ръ             |
| Ѡ ѡ      |         | 800              | /o/ ou /ɔ/          | ѡ́тъ              |
| Ц ц      |         | 900              | /t͡sʲ/               | ци               |
| Ч ч      |         | 90               | /t͡ɕ/                | чь́рвь            |
| Ш ш      |         |                  | /ʃ/                 | ша               |
| Щ щ      |         |                  | /ʃt͡ɕ/               | ща               |
| Ъ ъ      |         |                  | /ə̆/ ou /ɤ̆/          | ѥ́ръ              |
| Ы ы      |         |                  | /ɨ/                 | ѥ́ры́              |
| Ь ь      |         |                  | /ɪ̆/                 | ѥ́рь              |
| Ѣ ѣ      |         |                  | /e/ ou /ɪ̯͡e/         | ꙗ́ть              |
| Ю ю      |         |                  | /ʲu/ ou /ju/        | ю                |
| Ꙗ ꙗ      |         |                  | /ja/                | ꙗ                |
| Ѥ ѥ      |         |                  | /jɛ/                | ѥ                |
| Ѧ ѧ      |         | (900)            | /ʲa/ ou /ja/        | ма́лъ ю́съ         |
| Ѫ ѫ      |         |                  | /u/                 | вели́къ ю́съ       |
| Ѩ ѩ      |         |                  | /ja/ ou /ʲa/        | n/a              |
| Ѭ ѭ      |         |                  | /ju/ ou /ʲu/        | n/a              |
| Ѯ ѯ      |         | 60               | /ks/                | кси              |
| Ѱ ѱ      |         | 700              | /ps/                | пси              |
| Ѳ ѳ      |         | 9                | /f/                 | фи́та             |
| Ѵ ѵ      |         | 400              | /i/ ou /w/          | и́жица            |

Les lettres Ь et Ъ sont devenus muets après le XIIIe siècle.

## Morphologie

### Pronoms
| Personne | 1re      | 2e       | 3e | réfléchi |
| -------- | -------- | -------- | -- | -------- |
| sing.    |          |          |    |          |
| Nom.     | ꙗзъ, ꙗ   | ты       | —  | —        |
| Gén.     | мене     | тебе     | —  | себе     |
| Dat.     | мънѣ, ми | тобѣ, ти | —  | собѣ, си |
| Acc.     | мене, мѧ | тебе, тѧ | —  | себе, сѧ |
| Instr.   | мъною    | тобою    | —  | собою    |
| Loc.     | мънѣ     | тобѣ     | —  | собѣ     |
| Duel     |          |          |    |          |
| Nom.     | вѣ       | ва       | —  | —        |
| Gén.     | наю      | ваю      | —  | себе     |
| Dat.     | нама     | вама     | —  | собѣ, си |
| Acc.     | на       | ва       | —  | себе, сѧ |
| Instr.   | нама     | вама     | —  | собою    |
| Loc.     | наю      | ваю      | —  | собѣ     |
| Pluriel  |          |          |    |          |
| Nom.     | мы       | вы       | —  | —        |
| Gén.     | насъ     | васъ     | —  | себе     |
| Datif.   | намъ, ны | вамъ, вы | —  | собѣ, си |
| Acc.     | насъ, ны | васъ, вы | —  | себе, сѧ |
| Instr.   | нами     | вами     | —  | собою    |
| Loc.     | насъ     | васъ     | —  | собѣ     |

### Morphologie verbale

#### Présent
| Infinitif          | быти | вести  | дати   | ѥсть  | имати |
| ------------------ | ---- | ------ | ------ | ----- | ----- |
| Singulier          |      |        |        |       |       |
| 1re pers. (ꙗзъ)    | ѥсмь | веду   | дамъ   | ѥмь   | имамь |
| 2e pers. (ты)      | ѥси  | ведеши | даси   | ѥси   | имаши |
| 3e pers. (и, ꙗ, є) | ѥсть | ведеть | дасть  | ѥсть  | имать |
| Duel               |      |        |        |       |       |
| 1re pers. (вѣ)     | ѥсвѣ | ведевѣ | давѣ   | ѥвѣ   | имавѣ |
| 2e pers. (ва)      | ѥста | ведета | даста  | ѥста  | имата |
| 3e pers. (ꙗ, и, и) | ѥста | ведета | даста  | ѥста  | имата |
| Pluriel            |      |        |        |       |       |
| 1re pers. (мы)     | ѥсмъ | ведемъ | дамъ   | ѥмъ   | имамъ |
| 2e pers. (вы)      | ѥстє | ведете | дастє  | ѥсте  | имате |
| 3e pers. (и, ꙗ, ꙗ) | суть | ведуть | дадять | едять | имуть |

#### Futur
|                    | Vieux russe   | Vieux russe     | Russe moderne   | Russe moderne |
| ------------------ | ------------- | --------------- | --------------- | ------------- |
| Temps              | Futur composé | Futur antérieur | Futur composé   | Futur simple  |
|                    | Singulier     |                 |                 |               |
| 1re pers. (ꙗзъ)    | имамь купити  | буду купилъ     | буду покупать   | куплю         |
| 2e pers. (ты)      | имаши купити  | будеши купилъ   | будешь покупать | купишь        |
| 3e pers. (и, ꙗ, є) | имать купити  | будеть купилъ   | будет покупать  | купит         |
|                    | Duel          |                 |                 |               |
| 1re pers. (вѣ)     | имавѣ купити  | будевѣ купила   | —               | —             |
| 2e pers. (ва)      | имата купити  | будета купила   | —               | —             |
| 3e pers. (ꙗ, и, и) | имата купити  | будета купила   | —               | —             |
|                    | Pluriel       |                 |                 |               |
| 1re pers. (мы)     | имамъ купити  | будемъ купили   | будем покупать  | купим         |
| 2e pers. (вы)      | имате купити  | будете купили   | будете покупать | купите        |
| 3e pers. (и, ꙗ, ꙗ) | имуть купити  | будуть купили   | будут покупать  | купят         |

#### Passé
| Duel               | быти   | нести            | писати           | носити           |
| ------------------ | ------ | ---------------- | ---------------- | ---------------- |
| Singulier          |        |                  |                  |                  |
| 1re pers. (ꙗзъ)    | бѧхъ   | несѧхъ           | писахъ           | носѧхъ           |
| 2e pers. (ты)      | бѧше   | несѧше           | писаше           | носѧше           |
| 3e pers. (и, ꙗ, є) | бѧше   | несѧше           | писаше           | носѧше           |
| Duel               |        |                  |                  |                  |
| 1re pers. (вѣ)     | бѧховѣ | несѧховѣ         | писаховѣ         | носѧховѣ         |
| 2e pers. (ва)      | бѧста  | несѧста (-ѧшета) | писаста (-ашета) | носѧста (-ѧшета) |
| 3e pers. (ꙗ, и, и) | бѧста  | несѧста (-ѧшета) | писаста (-ашета) | носѧста (-ѧшета) |
| Pluriel            |        |                  |                  |                  |
| 1re pers. (мы)     | бѧхомъ | несѧхомъ         | писахомъ         | носѧхомъ         |
| 2e pers. (вы)      | бѧсте  | несѧсте (-ѧшете) | писасте (-ашете) | носѧсте (-ѧшете) |
| 3e pers. (и, ꙗ, ꙗ) | бѧху   | несѧху           | писаху           | носѧху           |

| Duel               | быти   | нести    | купити   | речи     |
| ------------------ | ------ | -------- | -------- | -------- |
| Singulier          |        |          |          |          |
| 1re pers. (ꙗзъ)    | быхъ   | несохъ   | купихъ   | рекохъ   |
| 2e pers. (ты)      | бы     | несе     | купи     | рече     |
| 3e pers. (и, ꙗ, є) | бысть  | несе     | купи     | рече     |
| Duel               |        |          |          |          |
| 1re pers. (вѣ)     | быховѣ | несоховѣ | купиховѣ | рекоховѣ |
| 2e pers. (ва)      | быста  | несоста  | куписта  | рекоста  |
| 3e pers. (ꙗ, и, и) | быста  | несоста  | куписта  | рекоста  |
| Pluriel            |        |          |          |          |
| 1re pers. (мы)     | быхомъ | несохомъ | купихомъ | рекохомъ |
| 2e pers. (вы)      | бысте  | несосте  | куписте  | рекосте  |
| 3e pers. (и, ꙗ, ꙗ) | быша   | несоша   | купиша   | рекоша   |

| Duel               | писати        |
| ------------------ | ------------- |
| Singulier          |               |
| 1re pers. (ꙗзъ)    | написалъ ѥсмь |
| 2e pers. (ты)      | написалъ ѥси  |
| 3e pers. (и, ꙗ, є) | написалъ ѥсть |
| Duel               |               |
| 1re pers. (вѣ)     | написалѣ ѥсвѣ |
| 2e pers. (ва)      | написала ѥста |
| 3e pers. (ꙗ, и, и) | написала ѥста |
| Pluriel            |               |
| 1re pers. (мы)     | написали ѥсмъ |
| 2e pers. (вы)      | написали ѥстє |
| 3e pers. (и, ꙗ, ꙗ) | написали суть |

| Duel               | писати                   |
| ------------------ | ------------------------ |
| Singulier          |                          |
| 1re pers. (ꙗзъ)    | написалъ бѧхъ (бѣхъ)     |
| 2e pers. (ты)      | написалъ бѧше (бѣ)       |
| 3e pers. (и, ꙗ, є) | написалъ бѧше (бѣ)       |
| Duel               |                          |
| 1re pers. (вѣ)     | написалѣ бѧховѣ (бѣховѣ) |
| 2e pers. (ва)      | написала бѧста (бѣста)   |
| 3e pers. (ꙗ, и, и) | написала бѧста (бѣста)   |
| Pluriel            |                          |
| 1re pers. (мы)     | написали бѧхомъ (бѣхомъ) |
| 2e pers. (вы)      | написали бѧсте (бѣстѣ)   |
| 3e pers. (и, ꙗ, ꙗ) | написали бѧху (бѣша)     |

## Littérature en vieux russe
Voir l'article Littérature en vieux russe.

### Textes notables
- Byline
- Le Dit de la campagne d'Igor
- Rousskaïa Pravda

### En russe
- (ru) Roussinov N. D. [Русинов Н. Д.], Le vieux russe [Древнерусский язык], Moscou, Vyschaïa Chkola,‎ 1977

### En anglais
- (en) Roland Sussex et Paul Cubberley, The Slavic languages, Cambridge, Cambridge University Press, 2006, 638 p. (ISBN 978-0-521-22315-7)